# Свемирски каубоји
Свемирски каубоји (енгл. Space Cowboys) је филм из 2000. који је режирао Клинт Иствуд. Главне улоге играју: Клинт Иствуд, Томи Ли Џоунс, Доналд Садерланд и Џејмс Гарнер. 

## Радња
Четрдесет година нико се није сећао четворице пилота, бивших учесника у програму летења на ултра-високим предсвемирским летовима америчког ваздухопловства „Дедал“. Пензионисани пуковник Френк Корвин петља у својој гаражи, глупи инжењер Џери О’Нил дизајнира и тестира вожње у парку, а Тенк Саливан је баптистички проповедник. Само још један пуковник у пензији, Вилијам Хокинс, наставља да лети старом олупином од тренинга, забављајући туристе акробатиком.
Планета је у опасности од катастрофе: примљена је порука да је стари совјетски комуникациони сателит ИКОН изашао из орбите и да би могао да се сруши на Земљу. Његова преддигитална технологија је толико застарела да само четири ветерана то могу да схвате. Инжењери НАСА-е долазе код Корвина тражећи од њега да им помогне да пронађу приступе сателитском навигационом систему, који је веома сличан систему који је Корвин некада развио за орбиталну станицу Скајлаб, и да припреми НАСА-ине астронауте за рад са њим. Френк поставља ултиматум менаџеру пројекта Бобу Герсону (кога је мрзео годинама): Герсон шаље Френка и тројицу његових бивших сарадника у свемир. Герсон се слаже - под условом да стари морају да прођу лекарски преглед упоредо са групом младих астронаута, које ће истовремено припремати за самосталан рад. Сва четворица пролазе комисију (О’Нил се жали на вид, али не и на памћење, а стандардну офталмолошку табелу је научио напамет у младости). Детаљан лекарски преглед открива да Хокинс има рак панкреаса, али под притиском америчког потпредседника, Герсон је принуђен да пристане да пошаље сву четворицу у орбиту, чиме ће имати два члана посаде упола млађа.
Спејс шатл „Дедал“, који носи шест астронаута, полеће са Кејп Канаверала, Френк орбитира око сателита ИКОН, а Тенк Саливан пристаје шатл са сателитом. Корвин, О’Нил и млади астронаут Гленс испитују совјетску летелицу и откривају да то није комуникациони сателит, већ платформа за лансирање шест ракета са нуклеарним врхом. Генерал Востов, руски представник у НАСА-и, невољко признаје да је ИКОН био део тајног совјетског пројекта за стварање система гарантоване одмазде у случају нуклеарног рата. Ако сателит изађе из орбите, његова аутоматизација ће то схватити као знак да је контрола изгубљена, односно да је СССР уништен, и лансираће ракете на шест великих америчких градова. Испоставља се да је Герсон све ово знао од самог почетка, али пошто му је КГБ својевремено украо фајлове навигационог система, Востов је успео да га прећути.
Итон Гленс напушта шатл без дозволе и покушава да покрене помоћне моторе сателита. ИКОН софтверски пакет то доживљава као напад и почиње да активира системе за лансирање пројектила. Комбинација укључивања мотора и избацивања оклопа доводи до судара са шатлом; на њему почиње пожар, многи системи отказују, укључујући компјутер и моторе. Итон добија вишеструке повреде, а сателит се спушта у још деградирајућу орбиту и наставља да се припрема за удар одмазде.
Френк и Хок одлазе у свемир и уз помоћ помоћне ракете успоравају пад сателита. Схватајући да је једини начин да се неутралише сателит да га неко од њих буквално „намонтира“ и ручно покрене моторе нуклеарних ракета ка Месецу. Хокинс, знајући да му је остало још само неколико месеци, одлучује да се жртвује. Хоук је целог живота завидео не само Шепарду и Гленсу, већ и Нилу Армстронгу, а сада, остваривши један сан, нада се да ће испунити још један, још нереалнији - посетити Месец пре смрти.
Хоков план успева, а остали астронаути морају да одлуче како да врате оштећени шатл на Земљу, и то без сталног пилота. Први пилот, Хок, поневши са собом све боце са кисеоником, лети на руском сателиту ка Месецу, копилот, млади астронаут Роџер Хајнс, који је добио потрес мозга при удару, такође није помоћник, довео је Гленс од Франка до шатла, остатак мисије проводи у несвесном стању. Оштећени брод нема ко да приземљи.
Дедал се, кочећи вештим маневрима, спушта изнад Тексаса на висину од 30 миља. Френк наређује посади да се катапултира што је пре могуће; он ће сам остати да одвезе брод према океану. На 12.000 стопа, Џери О’Нил отвара отвор и падобраном спушта повређеног младића на земљу, али и он и Тенк Саливан одбијају да напусте Корвина. Френк покушава да смањи брзину слетања аеродинамичким кочењем без кочионих мотора, понављајући ризичан маневар Хоука, повезан са достизањем претераног нападног угла, готово „кобре“, коју је успео да изведе на симулатору током тренинга, и приземљи шатл без помоћи компјутера, ручно, на старински начин. Успева, астронаути се дочекују као хероји. А Герсон већ увелико даје интервјуе да је управо он привукао Френка Корвина на сарадњу пре четрдесет година.
На крају филма, Френк и његова супруга Барбара гледају у пун месец и питају се да ли је Хоук успео да дође до њега. Затим, уз звук „Fly Me to the Moon“ Френка Синатре, камера зумира површину Месеца, показујући како Хокинс седи мртав на Месецу међу крхотинама руског сателита, а визир његовог шлема одражава далеку плава земља...

## Улоге
| Глумац           | Улога                                     |
| ---------------- | ----------------------------------------- |
| Клинт Иствуд     | наредник у пензији Френк Корвин           |
| Томи Ли Џоунс    | наредник у пензији Вилијам „Хок“ Хокинс   |
| Доналд Садерланд | капетан у пензији Џери О’Нил              |
| Џејмс Гарнер     | капетан у пензији, велечасни Тенк Саливан |
| Џејмс Кромвел    | Боб Герсон                                |
| Марша Геј Харден | Сара Холанд                               |
| Вилијам Девејн   | Јуџин „Џин“ Дејвис                        |
| Лорен Дин        | Итан Гленс                                |
| Кортни Б. Ванс   | Роџер Хајнс                               |
| Раде Шербеџија   | генерал Востов                            |
| Барбара Бебкок   | госпођа Барбара Корвин                    |
| Блер Браун       | докторка Ен Карадерс                      |
| Џеј Лено         | глуми самог себе                          |
| Тоби Стивенс     | Млади Френк Корвин из 1958.               |
| Илај Крејг       | Млади Хок Хокинс из 1958.                 |
| Џон Малори Ашер  | Млади Џери О’Нил из 1958.                 |
| Мет Маколм       | Млади Тенк Саливан из 1958.               |

## Зарада
- Зарада у САД - 90.464.773 $
- Зарада у иностранству - 38.419.359 $
- Зарада у свету - 128.884.132 $